# CPM 22
Pour les articles homonymes, voir CPM.
CPM 22 est un groupe de rock brésilien, originaire de Barueri, dans l'État de São Paulo.

## Biographie

### Formation et débuts
Le groupe existe depuis 1995, anciennement connu sous le nom de CPM. Déjà en 1996, ils publient leur première démo en format cassette. En 1998, le groupe possédait une boîte aux lettres avec le numéro 1022. Ils remarquent la coïncidence avec l'acronyme (CPM), se rebaptisent Caixa Postal Mil e Vinte e Dois, et publient une deuxième démo homonyme. Enregistrée en août 1998, la démo de CPM 22 est produite par Kuaker et Mingau au studio Wah-Wah à São Paulo. Le parcours CPM se retrouve freiné avec le départ du guitariste Wally, qui quittera le groupe de sa propre initiative, lors de la tournée de l'album Cidade Cinza. Dans le DVD CPM 22 o Video 1995/2003, Wally affirme que le nom du groupe est apparu lorsque lui et son cousin jouaient et se considéraient « Crucifiés et Puissants jusqu'à la Mort » (Crucificados e Podres Hasta la Muerte).
Pour l'enregistrement de l'album A Alguns Quilômetros de Lugar Nenhum, ils retournent au studio Kuaker en août 2000. Le premier jour de l'enregistrement, avant de quitter leur ville, ils s'aperçoivent que le clip de la chanson Anteontem était nommée au Video Music Brasil 2000. « Nous étions tellement euphoriques que nous en avions oublié l'équipement chez nous et que nous devions y retourner alors que nous étions déjà à mi-chemin. »
L'enregistrement de cet album prendra plus de temps que prévu, car à l'époque, Luciano travaillait à Rio de Janeiro et ne pouvait enregistrer que les morceaux de guitare pendant les week-ends à São Paulo. L'album sort fin novembre, la veille de leur départ pour leur première tournée dans le sud du Brésil avec les groupes Lagwagon (Californie) et Fun People (Argentine). Ils embarquent avec eux une valise pleine de CD, qui seront vendus à ces concerts.

### CPM 22
En 2001, CPM 22 signe un contrat avec Abril Music, succursale du label Arsenal Music, en enregistre un album, l'homonyme CPM 22. Premier du groupe chez une major, l'album marque la popularisation du groupe à travers le Brésil, grâce à des chansons comme Regina Let's Go!, Tarde de outubro, O Mundo dá voltas, et Anteontem, qui aboutira à un disque d'or pour 100 000 exemplaires vendus. Les clips de Regina Let's Go! et Tarde de Outubro sont nommés au MTV VMB 2002, le dernier recevant le prix dans la catégorie de révélation de groupe.

## Membres

### Membres actuels
- Fernando Estefano Badaui (Badauí) — chant (depuis 1995)
- Ricardo di Roberto (Japinha) — chant, batterie (depuis 1995)
- Luciano Garcia (Luscius) — guitare solo (depuis 1999)
- Fernando Sanches Takara - Fernando — basse (2005-2011, depuis 2016)
- Philippe Fargnoli - Phil — guitare, chœurs (depuis 2014)

### Anciens membres
- Eduardo Ippolito Torrano Gomes (Wally) — chant, guitare
- Ronaldo Spínola - Portoga — basse (1997-2005)
- Xixo - baisse (1995-1997), guitare (1997-1999)
- Arthur - batterie (1995-1996)
- Santiago - batterie (1996-1999)

## Discographie

### Albums studio
- 2000 : A Alguns quilômetros de lugar nenhum
- 2001 : CPM 22
- 2002 : Chegou a hora de recomeçar
- 2005 : Felicidade instantânea - MTV Ao Vivo
- 2007 : Cidade Cinza
- 2011 : Depois de um Longo Inverno
- 2017 : Suor e Sacrifício

### Démos
- 1996 : As Per Moral
- 1998 : CPM 22